# 1794년 미국 상원의원 선거
30석의 의석중 1/3인 10개 지역구와 2개 지역구의 보궐선거가 치러졌다

## 선거 결과
| 정당       | 선거결과 | 의석 수 |
| ---------- | -------- | ------- |
| 연방당     | 8석      | 20석    |
| 민주공화당 | 4석      | 10석    |